# Gimnastyka na Igrzyskach Panamerykańskich 2019
Gimnastyka na Igrzyskach Panamerykańskich 2019 odbywał się w dniach 27 lipca – 5 sierpnia 2019 roku w Polideportivo Villa el Salvador w Limie. Stu dziewięćdziesięciu sześciu zawodników obojga płci rywalizowało w dwudziestu czterech konkurencjach w trzech dyscyplinach.

## Podsumowanie

### Klasyfikacja medalowa
| Klasyfikacja medalowa | Klasyfikacja medalowa | Klasyfikacja medalowa | Klasyfikacja medalowa | Klasyfikacja medalowa | Klasyfikacja medalowa |
| Miejsce               | państwo               | Złoto                 | Srebro                | Brąz                  | Razem                 |
| --------------------- | --------------------- | --------------------- | --------------------- | --------------------- | --------------------- |
| 1                     | Stany Zjednoczone     | 8                     | 11                    | 6                     | 25                    |
| 2                     | Brazylia              | 5                     | 5                     | 6                     | 16                    |
| 3                     | Kanada                | 5                     | 5                     | 4                     | 14                    |
| 4                     | Meksyk                | 4                     | 1                     | 2                     | 7                     |
| 5                     | Chile                 | 1                     | 0                     | 0                     | 1                     |
| 6                     | Dominikana            | 1                     | 0                     | 0                     | 1                     |
| 7                     | Kuba                  | 0                     | 1                     | 3                     | 4                     |
| 8                     | Gwatemala             | 0                     | 1                     | 0                     | 1                     |
| 9                     | Kolumbia              | 0                     | 0                     | 2                     | 2                     |
| 10                    | Argentyna             | 0                     | 0                     | 1                     | 1                     |
| Razem                 | Razem                 | 24                    | 24                    | 24                    | 72                    |

### Medaliści
Gimnastyka sportowa
| Konkurencja            | 1. miejsce                                                                                          | 2. miejsce                                                                                        | 3. miejsce                                                                                   |           |
| Mężczyźni              | Mężczyźni                                                                                           | Mężczyźni                                                                                         | Mężczyźni                                                                                    | Mężczyźni |
| ---------------------- | --------------------------------------------------------------------------------------------------- | ------------------------------------------------------------------------------------------------- | -------------------------------------------------------------------------------------------- | --------- |
| Wielobój drużynowo     | Brazylia · Francisco Barretto · Arthur Mariano · Luís Guilherme Porto · Caio Souza · Arthur Zanetti | Stany Zjednoczone · Cameron Bock · Grant Breckenridge · Brody Malone · Robert Neff · Genki Suzuki | Kanada · Zachary Clay · René Cournoyer · Justin Karstadt · Cory Paterson · Samuel Zakutney   |           |
| Wielobój indywidualnie | Caio Souza                                                                                          | Arthur Mariano                                                                                    | Cory Paterson                                                                                |           |
| Ćwiczenia wolne        | Tomás González                                                                                      | Robert Neff                                                                                       | Andrés Martínez                                                                              |           |
| Koń z łękami           | Francisco Barretto                                                                                  | Robert Neff                                                                                       | Carlos Calvo                                                                                 |           |
| Kółka                  | Fabián de Luna                                                                                      | Arthur Zanetti                                                                                    | Federico Molinari                                                                            |           |
| Skok                   | Audrys Nin Reyes                                                                                    | Jorge Vega                                                                                        | Alejandro de la Cruz                                                                         |           |
| Poręcze                | Isaac Núñez                                                                                         | Caio Souza                                                                                        | Cameron Bock                                                                                 |           |
| Drążek                 | Francisco Barretto                                                                                  | Arthur Mariano                                                                                    | Huber Godoy                                                                                  |           |
| Kobiety                | |                                                                                                   |                                                                                              |           |
| Wielobój drużynowo     | Stany Zjednoczone · Kara Eaker · Aleah Finnegan · Morgan Hurd · Riley McCusker · Leanne Wong        | Kanada · Ellie Black · Brooklyn Moors · Shallon Olsen · Isabela Onyshko · Victoria-Kayen Woo      | Brazylia · Jade Barbosa · Thais Fidelis · Lorrane Oliveira · Carolyne Pedro · Flávia Saraiva |           |
| Wielobój indywidualnie | Ellie Black                                                                                         | Riley McCusker                                                                                    | Flávia Saraiva                                                                               |           |
| Skok                   | Ellie Black                                                                                         | Yesenia Ferrera                                                                                   | Shallon Olsen                                                                                |           |
| Poręcze asymetryczne   | Riley McCusker                                                                                      | Leanne Wong                                                                                       | Ellie Black                                                                                  |           |
| Równoważnia            | Kara Eaker                                                                                          | Ellie Black                                                                                       | Riley McCusker                                                                               |           |
| Ćwiczenia wolne        | Brooklyn Moors                                                                                      | Kara Eaker                                                                                        | Flávia Saraiva                                                                               |           |

Gimnastyka artystyczna
| Konkurencja           | 1. miejsce                                                                                      | 2. miejsce | 3. miejsce                                                                                    |               |
| Indywidualnie         | Indywidualnie                                                                                   | Indywidualnie | Indywidualnie                                                                                 | Indywidualnie |
| --------------------- | ----------------------------------------------------------------------------------------------- | --- | --------------------------------------------------------------------------------------------- | ------------- |
| Wielobój indywidualny | Evita Griskenas                                                                                 | Camilla Feeley | Natália Gaudio                                                                                |               |
| Piłka                 | Evita Griskenas                                                                                 | Katherine Uchida | Camilla Feeley                                                                                |               |
| Maczugi               | Camilla Feeley                                                                                  | Natalie Garcia | Evita Griskenas                                                                               |               |
| Obręcz                | Evita Griskenas                                                                                 | Katherine Uchida | Camilla Feeley                                                                                |               |
| Wstążka               | Evita Griskenas                                                                                 | Bárbara Domingos | Karla Díaz                                                                                    |               |
| Drużynowo             |                                                                                                 | |                                                                                               |               |
| Wielobój drużynowo    | Meksyk · Ana Galindo · Adriana Hernández · Mildred Maldonado · Britany Sainz · Karen Villanueva | Stany Zjednoczone · Isabelle Connor · Yelyzaveta Merenzon · Elizaveta Pletneva · Nicole Sladkov · Kristina Sobolevskaya | Brazylia · Vitória Guerra · Deborah Medrado · Nicole Pircio · Camila Rossi · Beatriz da Silva |               |
| 5 piłek               | Meksyk · Ana Galindo · Adriana Hernández · Mildred Maldonado · Britany Sainz · Karen Villanueva | Stany Zjednoczone · Isabelle Connor · Yelyzaveta Merenzon · Elizaveta Pletneva · Nicole Sladkov · Kristina Sobolevskaya | Brazylia · Vitória Guerra · Deborah Medrado · Nicole Pircio · Camila Rossi · Beatriz da Silva |               |
| 3 obręcze + 2 maczugi | Brazylia · Vitória Guerra · Deborah Medrado · Nicole Pircio · Camila Rossi · Beatriz da Silva   | Meksyk · Ana Galindo · Adriana Hernández · Mildred Maldonado · Britany Sainz · Karen Villanueva                         | Kuba · Claudia Arjona · Melissa Kindelán · Tatiana Frometa · Elaine Rojas · Danay Utria       |               |

Skoki na trampolinie
| Konkurencja | 1. miejsce      | 2. miejsce         | 3. miejsce    |
| ----------- | --------------- | ------------------ | ------------- |
| Mężczyźni   | Jérémy Chartier | Jeffrey Gluckstein | Ruben Padilla |
| Kobiety     | Samantha Smith  | Nicole Ahsinger    | Dafne Navarro |